# キヴィオリ
キヴィオリ（エストニア語: Kiviõli）は、エストニアのイダ＝ヴィル県に属す人口約7400人の町。基幹産業はオイルシェールで、町の名も元々は「油」という意味である。この産業に伴って生まれた標高115mと109mの「灰の山」はキヴィオリを一躍有名にした。この山は、人工の山としてはバルト三国最高峰を誇る。

## 地理
KüttejõuとVarinurmeの2地区から構成される。2000年の国勢調査では人口の51%がロシア人、39.4%がエストニア人であった。

## 歴史
1922年に設立され、1946年に町制が敷かれた。1957年から1991年にかけてはコフトラ・ヤルヴェに属していた。
第二次世界大戦時には「279, Kiviyli」というドイツ軍捕虜の収容所が建てられ、現在も残っている。収容所には重病人を治療する戦争捕虜病院「1011」も併設されていた。

## 文化
2008年、2009年、2010年と三年連続でエストニアサイドカークロスグランプリが開かれている。

## ギャラリー

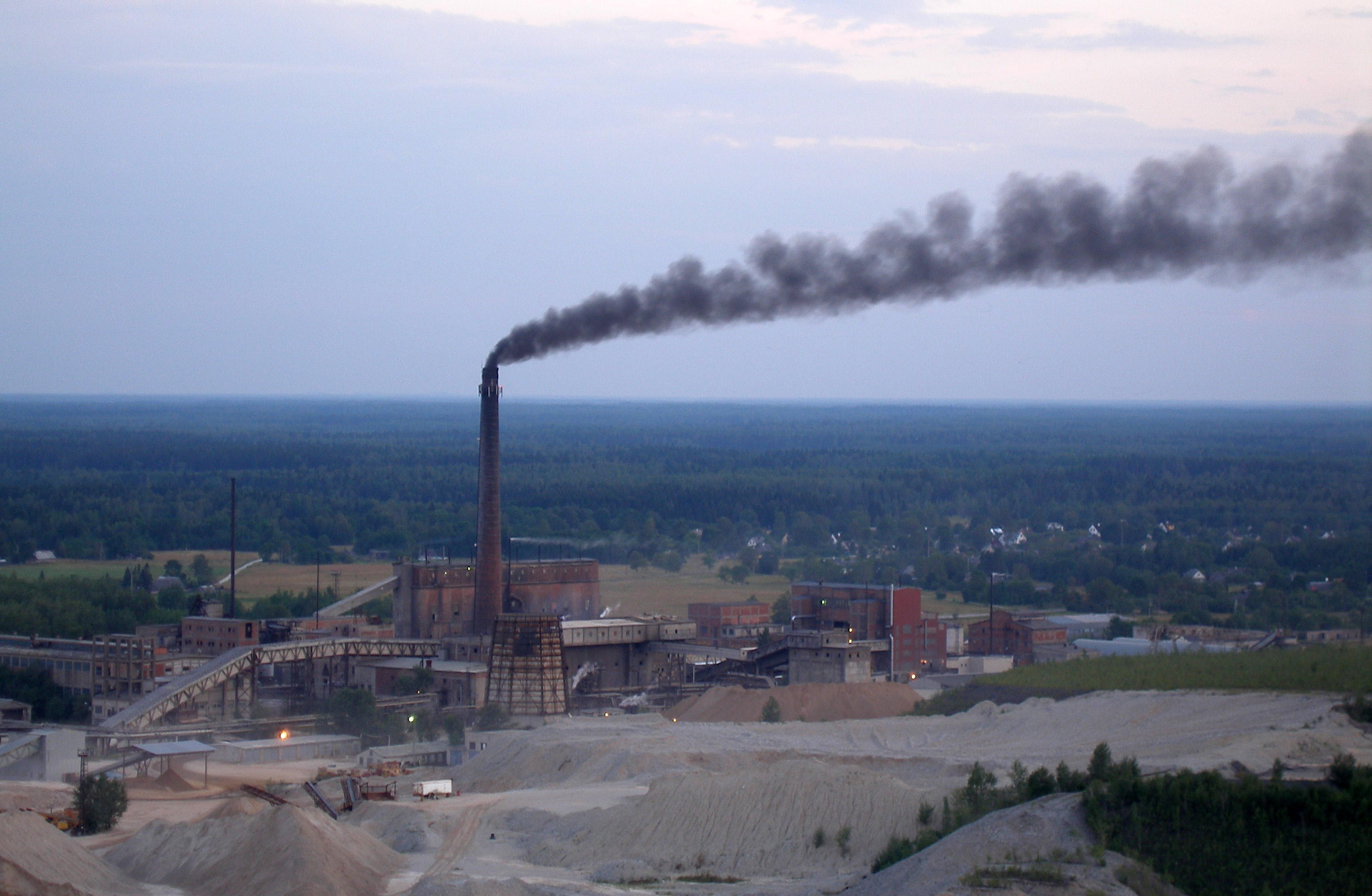
工場
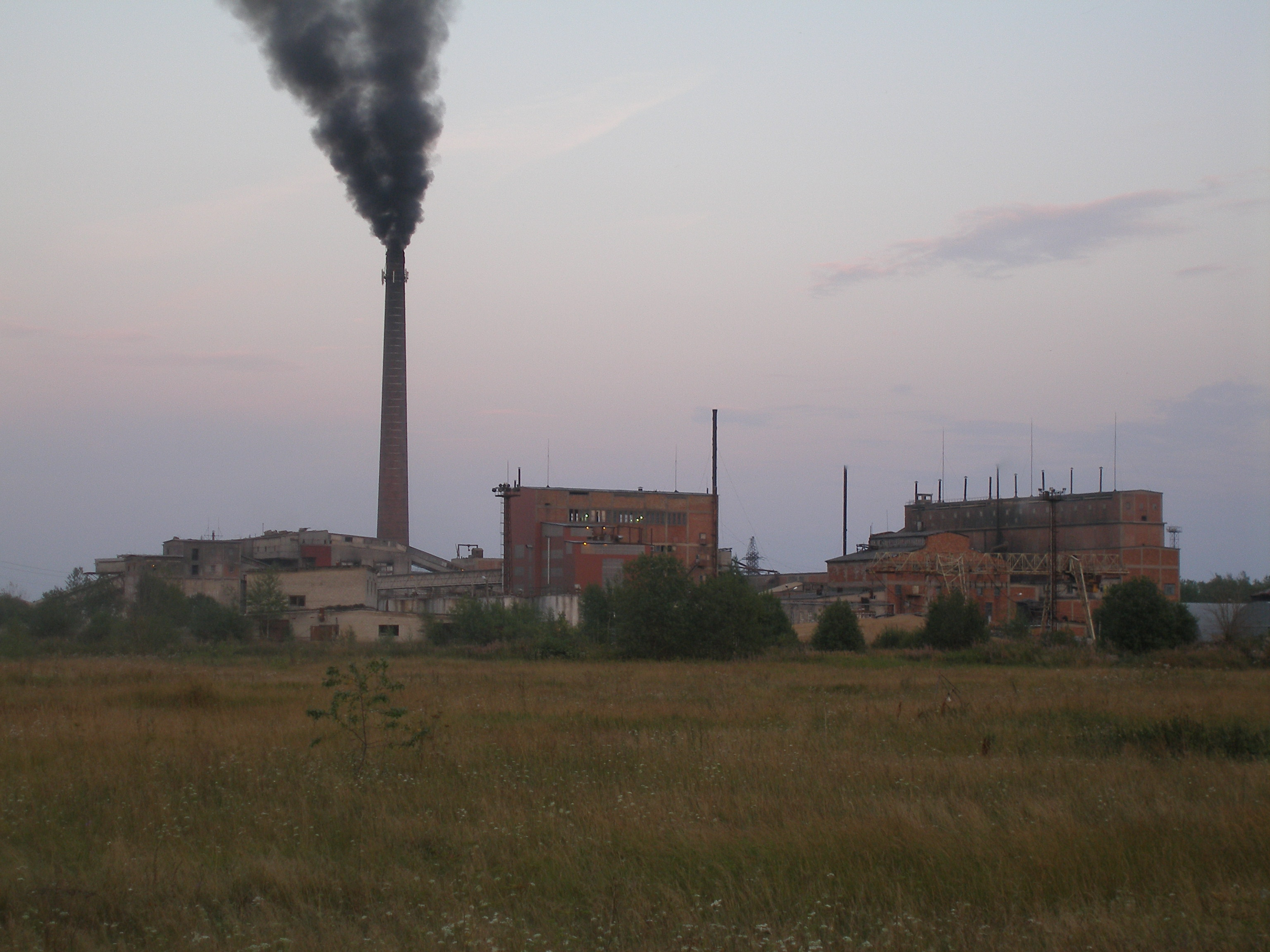
工場
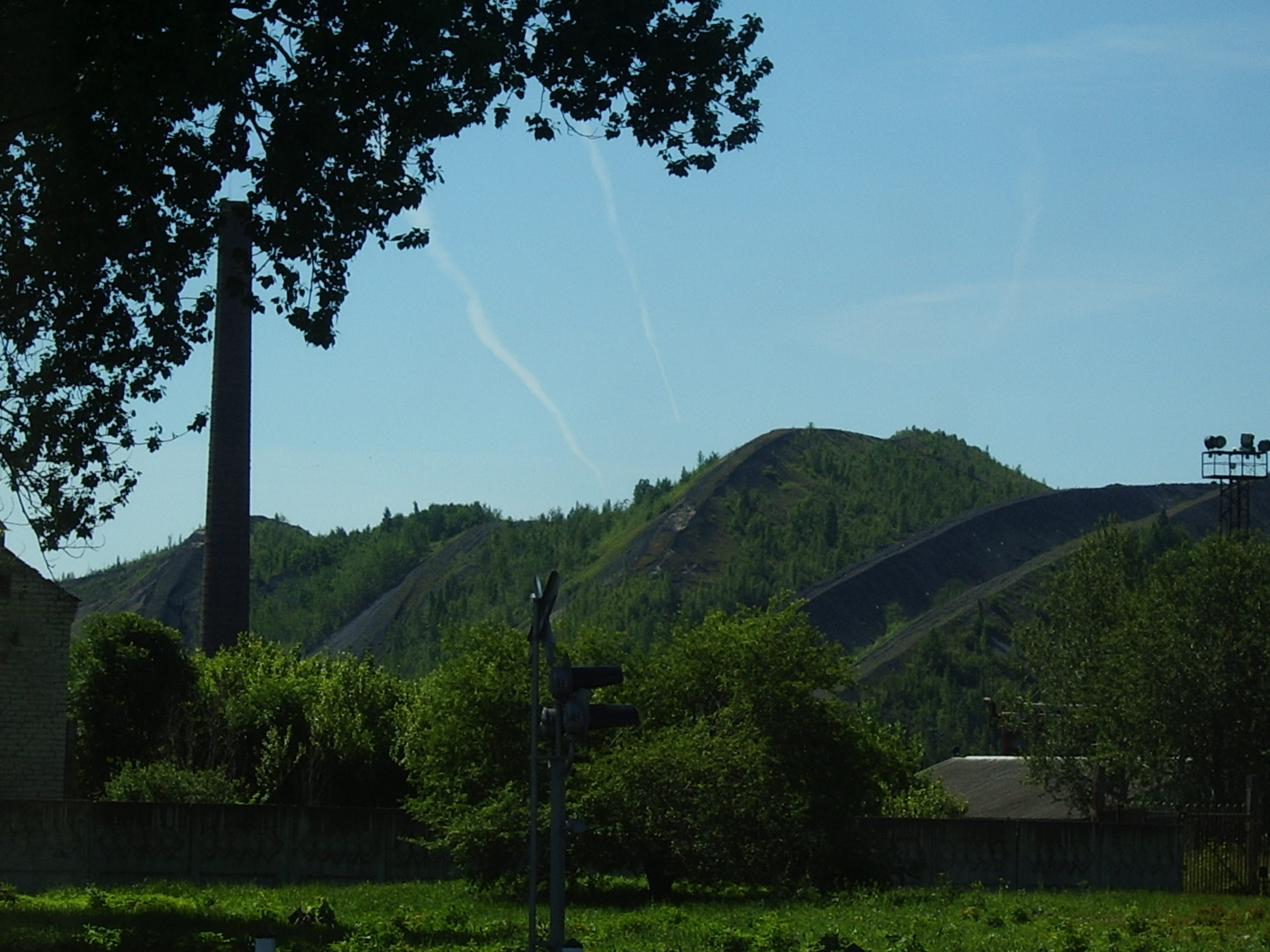
「灰の山」